# Манюкова, Евгения Александровна
Евгения Александровна Манюко́ва (род. 17 мая 1968, Москва) — советская российская профессиональная теннисистка, тренер и спортивный администратор, мастер спорта СССР международного класса (1988), заслуженный тренер России.
- Победительница Открытого чемпионата Франции в смешанном парном разряде (1993)
- Чемпионка СССР в одиночном (дважды) и смешанном парном разряде
- Победительница четырёх турниров WTA в женском парном разряде

## Игровая карьера
Евгения Манюкова начала играть в теннис в восемь лет. Её первым тренером стал Анатолий Волков, впоследствии она также тренировалась у Константина Пугаева. В 1986 году Евгения, выступавшая за клуб ЦСКА, стала абсолютной чемпионкой СССР среди девушек и чемпионкой Европы среди девушек в парном разряде.
В апреле 1987 года в Казерте (Италия) Манюкова выиграла свой первый профессиональный турнир (под эгидой ITF) в парном разряде (с Натальей Медведевой), а в сентябре в Софии добилась аналогичного успеха в одиночном разряде. Она также дошла до финала чемпионата СССР в паре с Аидой Халатян из Еревана. В 1988 году Манюкова стала чемпионкой СССР в одиночном разряде и повторила этот успех в 1990 году. 1990 год стал также годом её прорыва в элиту международного тенниса: в апреле она выиграла в паре с Еленой Брюховец турнир WTA в Таранто (Италия), а осенью они дошли до финала Открытого чемпионата Москвы, также входившего в турнирную сетку WTA. В Таранто Брюховец и Манюкова победили две посеянных пары и повторили этот результат в Москве, обыграв в том числе первую пару турнира — Ларису Савченко и Мерседес Пас.
В 1991 году, в последний год существования СССР, Манюкова выиграла чемпионат страны и Спартакиаду народов СССР в миксте с Дмитрием Паленовым. В одиночном разряде она стала финалисткой чемпионата СССР и Спартакиады, проиграв Светлане Комлевой. В рейтинге WTA она после нескольких удачных выступлений, включая выход в четвертьфинал турнира в Линце (Австрия) и Открытого чемпионата Сан-Марино, проделала за год путь с 274-го до 106-го места, но в парах не смогла развить свой прошлогодний успех, добравшись только до полуфинала в Таранто.
В 1992 году Манюкова вошла в сотню лучших теннисисток мира, пробившись в полуфинал в Линце после побед над двумя посеянными соперницами, включая Мари Пьерс — на тот момент 19-ю ракетку мира. Летом она поднялась в рейтинге до 66-го места и была приглашена в сборную СНГ в Кубке Федерации. Она принесла команде решающее очко в матче с финской сборной (в паре с Еленой Макаровой), но в следующем круге проиграла Натали Тозья. На Олимпиаде в Барселоне ей удалось дойти до третьего круга в одиночном разряде, победив посеянную восьмой Катерину Малееву, но затем она уступила бельгийке Сабин Аппельманс.
В 1993 году Манюкова добилась главного успеха в карьере, выиграв с Андреем Ольховским Открытый чемпионат Франции. Манюкова и Ольховский были посеяны под 11-м номером и в четвертьфинале обыграли третью пару турнира — Джилл Хетерингтон и Паула Хархёйса. В полуфинале они выбили из борьбы Бренду Шульц и Мерфи Дженсена, перед этим победивших первую пару посева, а в финале обыграли посеянных девятыми Элну Рейнах и Дани Виссера из ЮАР. За год Манюкова также дважды играла в финалах турниров WTA в парном разряде, добившись победы в Линце с Лейлой Месхи, а в Хьюстоне дойдя до финала, где она и Радка Зрубакова уступили Катрине Адамс и Манон Боллеграф. Летом в Торонто Манюкова в паре с Месхи взяла у Адамс и Боллеграф реванш, выбив эту сильную пару из борьбы уже во втором круге. В мае она впервые выступила за сборную России в Кубке Федерации, выиграв три и проиграв пять встреч.
1994 год стал наиболее успешным для Манюковой в женских парах. Уже в феврале она во второй раз подряд выиграла с Месхи турнир в Линце, где они были уже посеяны под первым номером. В апреле в Гамбурге они дошли до финала, где проиграли осной из лучших пар мира — Аранче Санчес и Яне Новотной, а через месяц на Открытом чемпионате Франции пробились в четвертьфинал после побед над двумя посеянными парами, в том числе над пятой парой турнира — Элизабет Смайли и Пэм Шрайвер. В сентябре с Еленой Макаровой Манюкова завоевала в Москве свой четвёртый за карьеру и второй за сезон титул в женском парном разряде, переиграв по пути обе первых посеянных пары. В октябре они дошли до полуфинала в Цюрихе, а в конце месяца Манюкова с Месхи вышла в финал в Эссене, поднявшись в итоге до 18-й позиции в рейтинге теннисисток, выступающих в парном разряде.
На Открытом чемпионате Австралии 1995 года посеянными десятыми Манюкова и Месхи дошли до четвертьфинала, где проиграли лучшей паре мира — Наталье Зверевой и Джиджи Фернандес. На открытом чемпионате Франции Манюкова повторила с Макаровой свой прошлогодний успех, пробившись в четвертьфинал. В менее престижных турнирах, однако, она выступала не столь удачно и её лучшими результатами стали выходы в полуфинал в Сиднее и Гамбурге. В 1996 году её последним достижением стал второй подряд выход в четвертьфинал Открытого чемпионата Австралии в паре с Макаровой (в первом круге российская пара переиграла соперниц, посеянных десятыми, а в четвертьфинале уступила посеянным вторыми Мередит Макграт и Ларисе Савченко-Нейланд). Манюкова завершила активную игровую карьеру в середине сезона, после поражения во втором круге Открытого чемпионата Франции в возрасте 28 лет.

## Стиль игры
Заслуженный тренер России Виктор Янчук так отзывается об игре Манюковой: 
Женя на корте очень пластична. Игрок она стабильный, обладает прекрасным чувством мяча. Игру соперниц читает легко и умеет вовремя принять необходимые контрмеры. Отлично играет с лета, особенно в парной игре... В командных соревнованиях — настоящий боец, всегда играет до последнего мяча.

## Участие в финалах турниров Большого шлема за карьеру (1)

### Парный разряд — победа (1)
| Год  | Турнир                     | Покрытие | Партнёр           | Соперники в финале      | Счёт в финале |
| ---- | -------------------------- | -------- | ----------------- | ----------------------- | ------------- |
| 1993 | Открытый чемпионат Франции | Грунт    | Андрей Ольховский | Элна Рейнах Дани Виссер | 6-2, 4-6, 6-4 |

## Участие в финалах турниров WTA за карьеру (8)
| Легенда           |
| ----------------- |
| Большой шлем (0)  |
| Чемпионат WTA (0) |
| I категория (0)   |
| II категория (3)  |
| III категория (3) |
| IV категория (0)  |
| V категория (2)   |

### Парный разряд (8)

#### Победы (4)
| №  | Дата        | Турнир          | Покрытие | Партнёр        | Соперницы в финале              | Счёт в финале |
| -- | ----------- | --------------- | -------- | -------------- | ------------------------------- | ------------- |
| 1. | 30 апр 1990 | Таранто, Италия | Грунт    | Елена Брюховец | Рита Гранде Сильвия Фарина-Элия | 7-64, 6-1     |
| 2. | 22 фев 1993 | Линц, Австрия   | Ковёр    | Лейла Месхи    | Кончита Мартинес Юдит Визнер    | без игры      |
| 3. | 7 фев 1994  | Линц (2)        | Ковёр    | Лейла Месхи    | Оса Свенссон Каролина Шнайдер   | 6-2, 6-2      |
| 4. | 19 сен 1994 | Москва, Россия  | Ковёр    | Елена Макарова | Каролина Вис Лаура Голарса      | 7-63, 6-4     |

#### Поражения (4)
| №  | Дата        | Турнир              | Покрытие | Партнёр         | Соперницы в финале                | Счёт в финале  |
| -- | ----------- | ------------------- | -------- | --------------- | --------------------------------- | -------------- |
| 1. | 1 окт 1990  | Москва, Россия      | Ковёр    | Елена Брюховец  | Гретхен Мейджерс Робин Уайт       | 2-6, 4-6       |
| 2. | 22 мар 1993 | Хьюстон, Техас, США | Грунт    | Радка Зрубакова | Катрина Адамс Манон Боллеграф     | 3-6, 7-5, 6-77 |
| 3. | 25 апр 1994 | Гамбург, Германия   | Грунт    | Лейла Месхи     | Яна Новотна Аранча Санчес-Викарио | 3-6, 2-6       |
| 4. | 24 окт 1994 | Эссен. Германия     | Ковёр    | Лейла Месхи     | Мария Линдстрём Мария Страндлунд  | 2-6, 1-6       |

## Дальнейшая карьера
Уже в 1996 году, в год окончания игровой карьеры, Евгения Манюкова стала спортивным директором Кубка Кремля — крупнейшего теннисного турнира в России. В дальнейшем она занялась тренерской работой. Среди воспитанниц Манюковой — одна из ведущих теннисисток России Екатерина Макарова, она также тренирует молодёжную сборную России.